# Packera eurycephala
Packera eurycephala là một loài thực vật có hoa trong họ Cúc. Loài này được (Torr. & A.Gray ex Torr. & A.Gray) W.A.Weber & Á.Löve mô tả khoa học đầu tiên năm 1981.